# INPADOC
INPADOC（インパドック）は、欧州特許庁（EPO）が作成している世界各国の特許の書誌事項のデータベースである。

## 概要

### 由来
INPADOCは、元々は国際的な特許文献サービスを目的に設立された国際機関である国際特許情報センター（独：Gesellschaft zur Errichtung und dem Betrieb des Internationalen Patentdokumentationszentrums mit beschrankter Haftung、英：International Patent Documentation Center）の英語名の略称である。
世界知的所有権機関（WIPO）の前身である知的所有権保護合同国際事務局（BIRPI）は国際的な特許文献サービスを行う機関を設立する構想を長年温めていたが、1965年にその実現のためにワールド・パテント・インデックス計画を開始した。その後、入札に応じたオーストリア政府、国際特許協会（International Patent Institute）、ダーウェントの3者のうち、オーストリア政府が落札し、WIPOとオーストリア政府によって1972年にINPADOCが設立された。

### データベースとしてのINPADOC
国際機関としてのINPADOCは、種々のデータベースを構築した。中でも、INPADOC Patent Family System（PFS）と呼ばれるパテント・ファミリーのデータベースが有名である。パテント・ファミリーとは、複数の国に対して行われた同じ発明についての出願の群を指す。
国際機関としてのINPADOCは1990年にEPOに統合され、INPADOCはEPOが提供するパテント・ファミリー等のデータベースの名称として名を残すことになった。